# Саєнко Олександр Олександрович (футболіст)
Сає́нко Олекса́ндр Олекса́ндрович (нар. 5 березня 1978, СРСР) — колишній російський футболіст, що виступав на позиції півзахисника. Відомий завдяки виступам у складі низки російських клубів нижчих дивізіонів.

## Життєпис
Олександр Саєнко розпочав професійну кар'єру в складі краснодарського «Колоса» у 1996 році. Того ж року перейшов у «Ростсільмаш», в складі якого дебютував у вищій лізі 2 жовтня 1996 року, вийшовши на заміну наприкінці зустрічі. 10 днів потому провів ще один матч у «вишці», після чого до 1998 року виступав за резервні команди у другій та третій лігах.
У 1999 році перейшов до лав краснодарської «Кубані», де швидко став одним з основних гравців, однак вже в наступному сезоні почав потрапляти до складу все рідше. У 2001 році зіграв за «кубанців» лише 1 матч, після чого залишив команду. Два роки потому Саєнко з'явився у розташуванні «Спартака» з Анапи, проте записав у свій актив лише 9 ігор та завершив кар'єру через нефутбольні обставини.